# Allicin
Allicin er stoffet i hvidløg der giver den karakteristiske lugt og dannes når membranen på et fed af hvidløget brydes ved enten at det knuses eller skæres. Hermed startes en kemisk proces hvor enzymet alliinase omdanner aminosyren alliin til allicin. Yderligere dannes stoffet ajoen af allicin. Allicin er stærkt bakteriedræbende. Allicin er et meget flygtigt stof, og der opnås bedst effekt med frisk hvidløg.
Kildehenvisning:

"Bestanddele i hvidløg" http://www.maxipharma.dk/kyo_allicin.htm Arkiveret 6. marts 2012 hos  Wayback Machine